# マントヴァ公国

マントヴァ公国
Ducato di Mantova

マントヴァ公国の位置

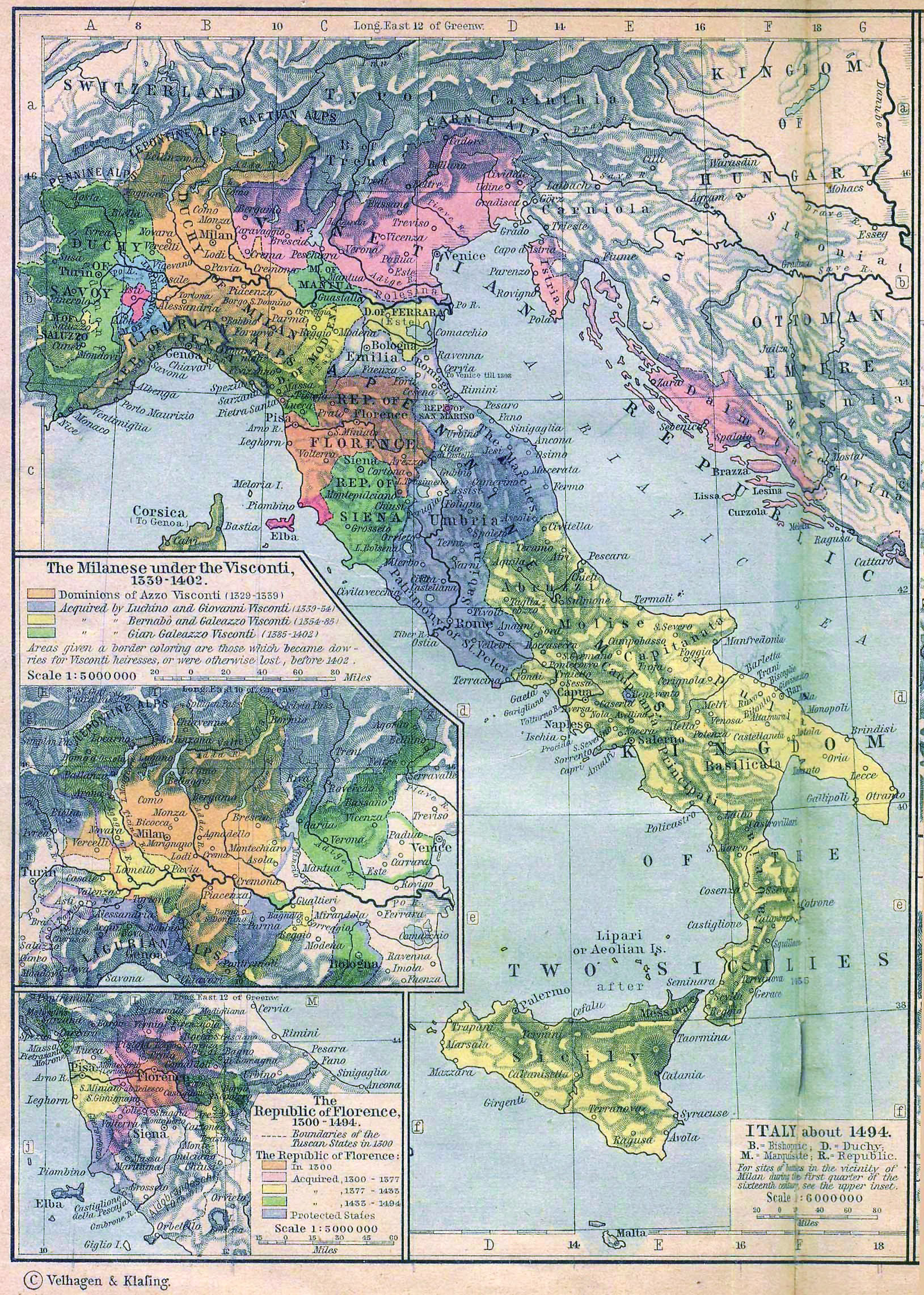
マントヴァ侯国時代の領土（1494年） 緑色で示した。ポー平原に位置し、国土の中央を東西にポー川が流れる。北はヴェネツィア共和国（桃色）、西はミラノ公国（橙色）、南はモデナ公国、東はフェラーラ公国に接していた。

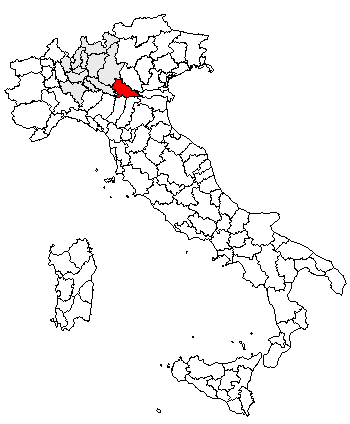
20世紀末のマントヴァ県の位置、マントヴァ公国の領土とほぼ一致する

マントヴァ公国（マントヴァこうこく、伊: Ducato di Mantova）は、中世イタリアにおいて存在した君主国である。首都はマントヴァ。
1433年に、長年マントヴァの僭主（シニョーレ）であったゴンザーガ家が侯爵の地位を獲得して領主となり、フェデリーコ2世が1530年に公爵に昇格したことにより、マントヴァ侯国から公国となった。
1708年にフェルディナンド・カルロ（カルロ3世）が亡くなると、ミラノ公国に編入され、オーストリア・ハプスブルク家領となった。